# 大薩雷庫利湖
54°42′29″N 61°21′54″E / 54.7081°N 61.365°E
大薩雷庫利湖（俄语：Большой Сарыкуль），是俄羅斯的湖泊，位於該國西南部車里雅賓斯克州，面積68.5平方公里，海拔高度724米，集水區面積531平方公里，平均水深1米，最大水深1.8米。